# Герб Вязьмы
Герб Вязьмы (официально — герб Вяземского городского поселения) — официальный геральдический символ Вяземского городского поселения Вяземского района Смоленской области России. Впервые принят 10 (21) октября 1780 года, современная версия утверждена 20 мая 2008 года. На щите изображена композиция герба Смоленска 1780 года, то есть райская птица на пушке на холме, с различием от смоленского герба добавлением наверху титла — «знака младшего».

## Описание
Геральдическое описание герба Вяземского городского поселения гласит: 

В серебряном поле на зелёном холме — чёрная пушка на золотом лафете; на запале сидит золотая, со сложенными крыльями райская птица; ко всему добавлен лазоревый турнирный воротник (титло).— Положение о гербе Вяземского городского поселения Вяземского района Смоленской области
Герб Вязьмы, в соответствии с областным законом от 30 октября 2003 года № 75-з «О гербе и флаге Смоленской области» Архивная копия от 21 ноября 2016 на Wayback Machine может воспроизводиться в двух равно допустимых версиях: без вольной части и с вольной частью — четырёхугольником, примыкающим к правому верхнему углу щита с воспроизведёнными в нём фигурами герба (гербового щита) Смоленской области. В соответствии с пунктом 8 протокола заседания Геральдического совета при Президенте Российской Федерации от 23 марта 2005 года № 24 герб может воспроизводиться со статусной короной установленного образца. Допускается воспроизведение герба в вариантах: многоцветном, одноцветном (монохромном), одноцветном (монохромном) с использованием условной штриховки для обозначения цветов, в объёмном или графическом изображении, в различной технике исполнения и из различных материалов.

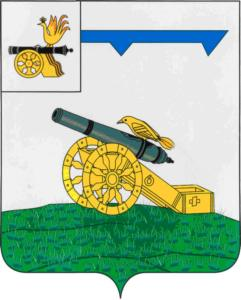
Вариант с вольной частью
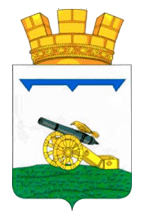
Вариант с короной
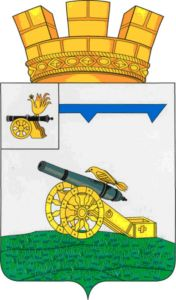
Вариант с вольной частью и короной

## Символика
За основу герба Вяземского городского поселения взят исторический герб уездного города Вязьма Смоленской губернии, утверждённый 10 (21) октября 1780 года, в свою очередь основанный на гербе Смоленска.
Пушка в гербе символизирует героическое прошлое Смоленской земли, не раз дававшей отпор иноземным захватчикам.
Райская птица (изображается без ног) — символизирует возрождение после войн, стремление к счастью и высшим идеалам, кроме того, считается, что она предупреждает об опасности. Из смоленского герба известно, что речь идёт о мифической птице Гамаюн. В современных гербах Смоленска и Смоленской области, в отличие от герба Смоленска 1780 года, она изображается уже с ногами. В некоторых геральдических источниках, в том числе посвящённых гербу Вязьмы, Гамаюн необоснованно смешивается с возрождающимся из огня Фениксом — символом вечного возрождения и обновления.
Титло (турнирный воротник) является в геральдике «знаком младшего» (подразумевается, что аналогичный герб без титла принадлежит субъекту старшему по званию, положению, родству). Употребление подобных знаков в городской геральдике является отличительной особенностью российской традиции. В данном случае титло указывает на значение Вязьмы в истории складывания региона как одного из фамильных уделов древнего Смоленского княжения и на роль Вязьмы как колыбели знаменитого в истории России княжеского рода Вяземских.
Серебро — символ чистоты, открытости, божественной мудрости, примирения. Зелёный цвет символизирует природу, плодородие, надежду. Золото — символ высшей ценности, величия, великодушия, богатства, солнечного света. Лазурь символизирует возвышенные устремления, честь, преданность, истину, добродетель. Чёрный цвет символизирует благоразумие, мудрость, скромность, честность.
Авторская группа: реконструкция герба — Михаил Медведев (Санкт-Петербург) и Константин Мочёнов (Химки); художник и компьютерный дизайн — Галина Русанова (Москва); обоснование символики — Вячеслав Мишин (Химки).

## История
10 (21) октября 1780 года, при герольдмейстере А. А. Волкове, среди гербов прочих городов Смоленского наместничества (Смоленской губернии), императрицей Екатериной II был утверждён герб Вязьмы. Его описание гласит: 

Как город сей прежде принадлежал к областям Смоленским, то и самый герб Смоленска ему принадлежит, яко уделу тогда старшему, колена сих князей, то есть: в серебряном поле пушка чёрная на лафете золотом и на пушке райская птица, с различием от смоленского герба положением на верху голубого титла.— Высочайше утверждённый доклад Сената «О гербах городов Смоленского наместничества»
 То есть в знак особого почёта Вязьме было дано повторение герба центра региона, что указывало на то, что она является как бы младшим братом Смоленска. Можно упомянуть, что в XVIII веке Вязьма была даже крупнее Смоленска. Сам герб Смоленска достоверно известен со второй половины XVII века.

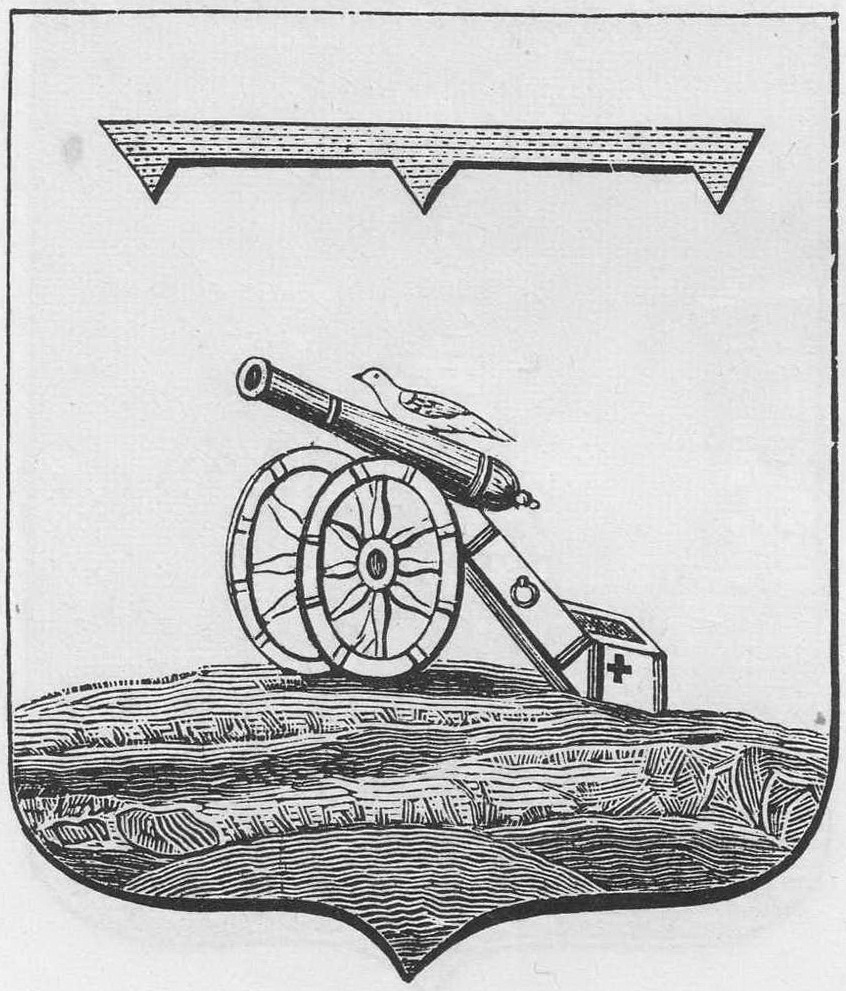
Герб Вязьмы 1780 года. Рисунок 1899 года[8] на основе рисунка 1843 года из «Полного собрания законов Российской империи»
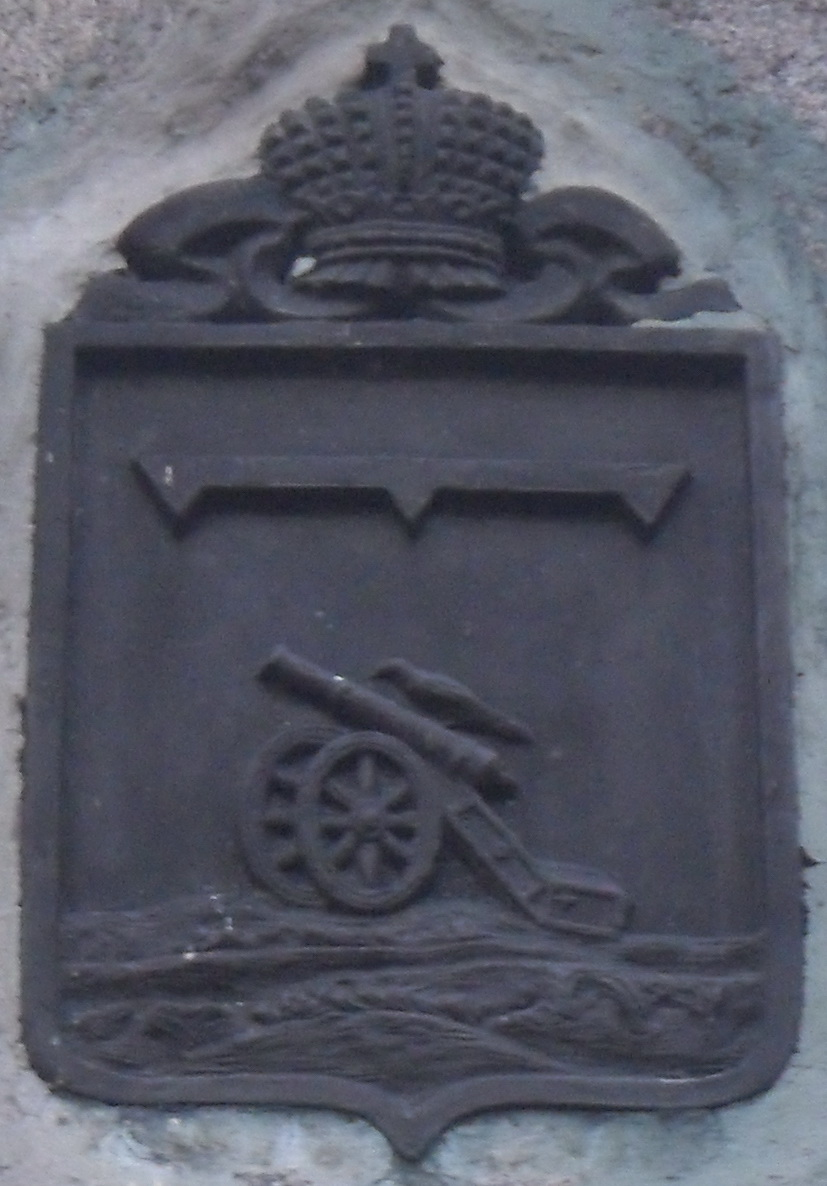
Герб Вязьмы на памятнике героям 1812 года. 1912 год. Герб венчает императорская корона
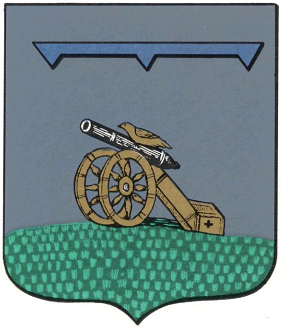
Раскрашенная версия 1974 года
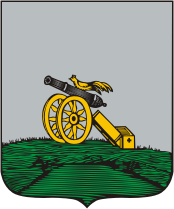
Современная раскрашенная версия
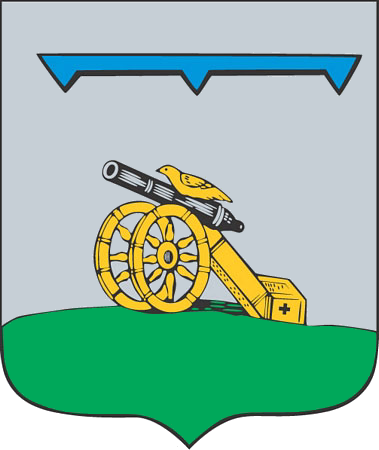
Современная раскрашенная версия

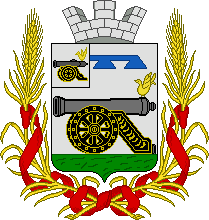
Современная реконструкция герба по указу 1857 года, выполненная Ю. Калинкиным

В 1857 году указом императора Александра II была утверждена оригинальная система украшений городских гербов, разработанная начальником Гербового отделения Департамента герольдии Б. В. Кёне. Согласно этой системе, в вольной части (правом верхнем углу) герба Вязьмы должен был помещаться герб Смоленской губернии, принятый в 1856 году. Как и остальные города губернии, Вязьма получила однотипные украшения для гербов: серебряную башенную корону о трёх зубцах как символ уездного города и два золотых ко́лоса как символ преобладания в губернии сельского хозяйства, соединённых Александровской (красной муаровой) лентой, напоминавшей об ордене Святого Александра Невского, которым отмечались заслуги и за гражданскую службу Отечеству. Рисунки гербов городов по ряду причин так и не были опубликованы в своё время или разосланы на места, оставшись неизвестными. Они хранятся в фондах Российского государственного исторического архива.
В советские и постсоветские годы до официального утверждения герба муниципального образования герб использовался полуофициально. Современный герб Вяземского городского поселения, соответствующего городу Вязьме, утверждён решением его совета депутатов от 20 мая 2008 года № 28 и внесён в Государственный геральдический регистр Российской Федерации под № 4129.

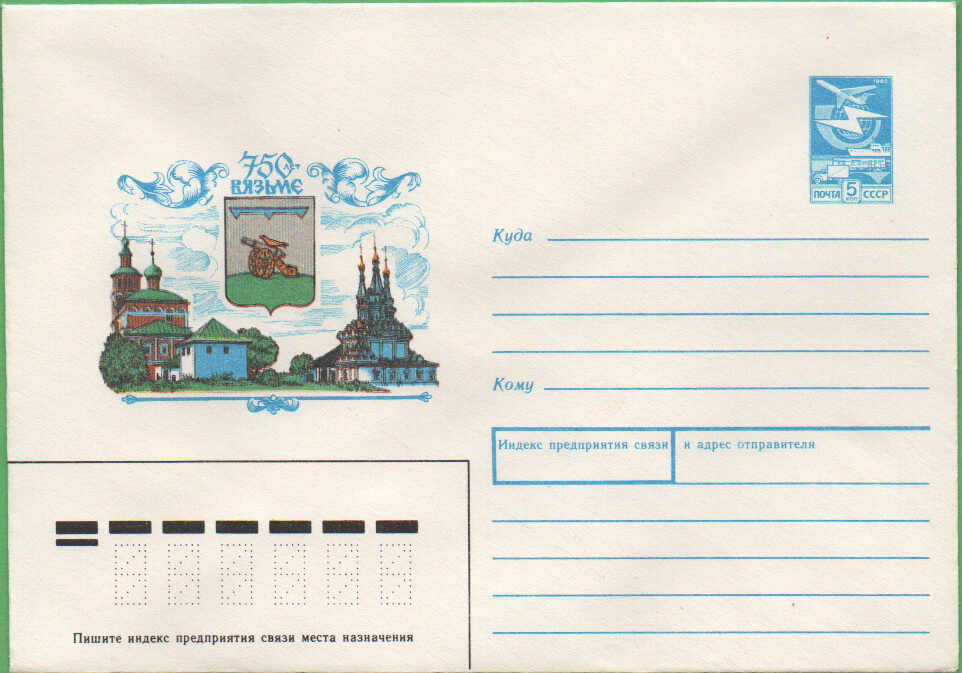
Герб Вязьмы на конверте в честь 750-летия города. 1989 год[14]:223
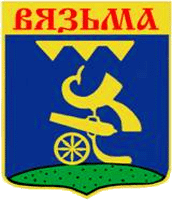
Вариант прорисовки городской эмблемы до официального утверждения герба муниципального образования
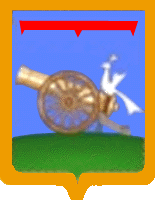
Другой вариант
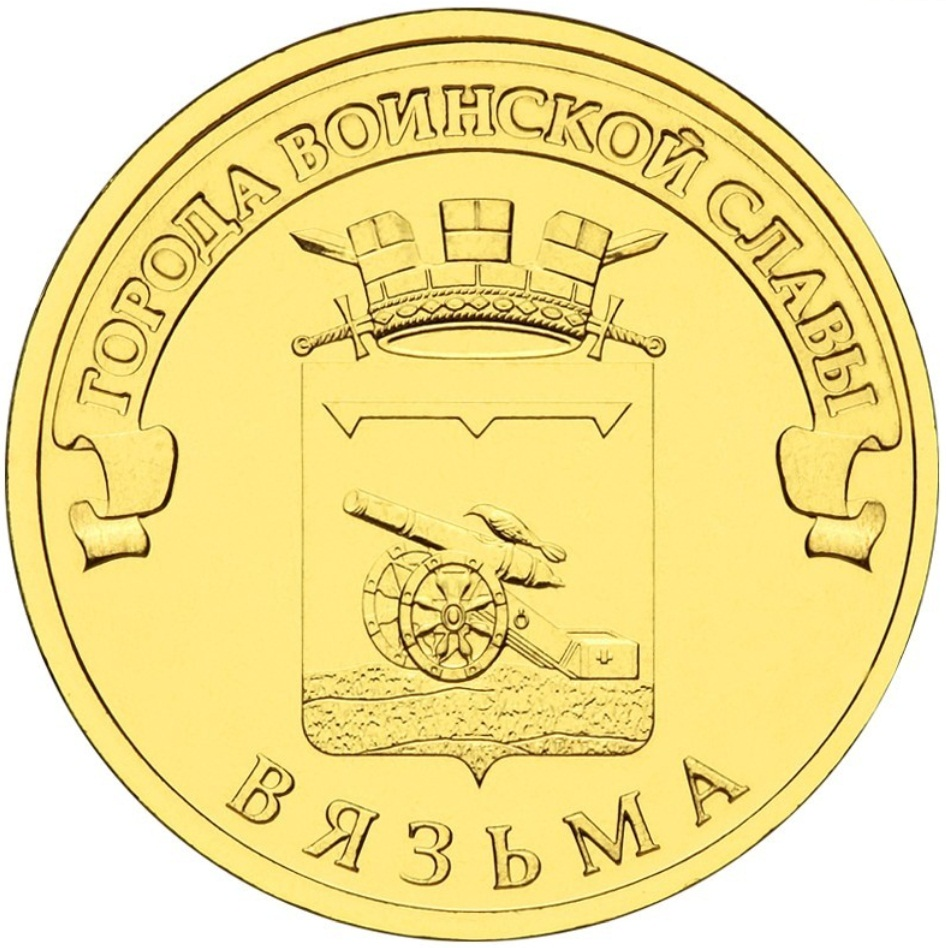
Памятная монета Банка России серии «Города воинской славы». 2013 год

27 апреля 2009 года указом Президента РФ городу Вязьме присвоено почётное звание «Город воинской славы». Для городов воинской славы было предложено геральдическое отличие — два положенные накрест меча за муниципальной короной. В таком виде герб Вязьмы изображён на памятной монете серии «Города воинской славы», выпущенной 1 апреля 2013 года. Однако, на стеле города воинской славы данное геральдическое отличие не отображено.

## На других символах
Во времена Российской империи герб Вязьмы использовался в гербах выезжих дворянских родов, связанных с Вяземским уездом, например, в гербе Болотниковых. В 2008 году вместе с гербом был принят и второй основной официальный символ Вязьмы — её флаг, композиция которого повторяет композицию герба.

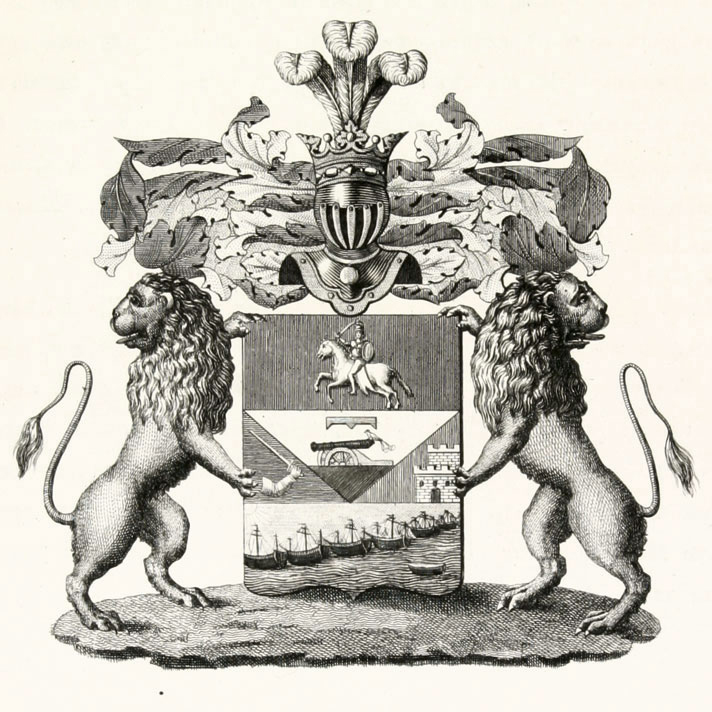
Герб Болотниковых из «Общего гербовника дворянских родов Российской империи» (1816)
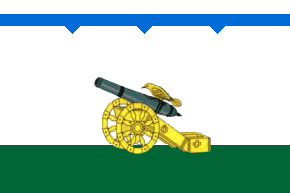
Флаг Вязьмы (с 2008 года)